# カール・アルノルト (画家)
カール・マクシミリアン・アルノルト（Karl Maximilian Arnold、1883年4月1日 - 1953年11月29日）は、ドイツのイラストレーター、風刺画家である。

## 略歴
バイエルン、オーバーフランケンのノイシュタット・バイ・コーブルクで生まれた。実業家で政治家の息子に生まれた。公国の実業学校（Herzoglichen Industrie- und Gewerbeschul）で絵画や彫塑を学び、1901年の秋、ミュンヘンに移り、ミュンヘン美術院でカール・ラウプやルートヴィヒ・フォン・レフツ、フランツ・フォン・シュトゥックに学んだ。父親からの支援が無くなったので、ミュンヘンの雑誌社で働くことになり、1907年9月に雑誌『ジンプリチシムス』にイラストを寄稿し、「Jugend」にも作品が掲載された。
1909年頃に画家のアンネ・ドーラ・ヴォルクァルセン（Anne-Dora Volquardsen: 1883-1971）と知り合い1911年末にフレンスブルクで結婚した。
1911年にミュンヘン新芸術家協会が分裂した後、1913年に設立された「ミュンヘン新分離派」の主要メンバーになり、このグループにはアレクサンデル・カノルトやパウル・クレー、アルフレート・クービン、アレクセイ・フォン・ヤウレンスキー、アルベルト・ヴァイスゲルバーらが参加した。1913年から『ジンプリチシムス』の表紙絵を描くようになり、1917年から雑誌の経営にも参加した。
第一次世界大戦が始まると徴兵され、バイエルン王太子ループレヒトが司令官で北フランスで戦った第6軍に配属された。司令部の情報将校の仲介で、第6軍の陸軍新聞「リール戦争新聞（Liller Kriegszeitung）」記事を書き、1915年以降、アルノルトが描いた愛国的で国家主義的な挿絵300点ほどが『リール戦争新聞』に掲載された。
1920年代には、『ジンプリチシムス』だけでなく、『ネーベルシュパルター（Nebelspalter）』や、『Münchner Illustrierten Presse』、『ディ・ダーメ（Die Dame）』、『ウルク（Ulk）』といった新聞、雑誌の挿絵を描いた。
1933年にナチスが権力を握った後も、『ジンプリチシムス』は発禁になることなく活動を続けた 。1936年にはベルリンの出版社ウルシュタインでも働き、1937年には記者兼イラストレーターとしてパリ万国博覧会を取材した。1939年に絵画教授の称号を授与された。1942年に脳卒中を発症し芸術活動を続けられなくなり、1953年にミュンヘンで亡くなりミュンヘンのNordfriedhofに埋葬された。

## 作品

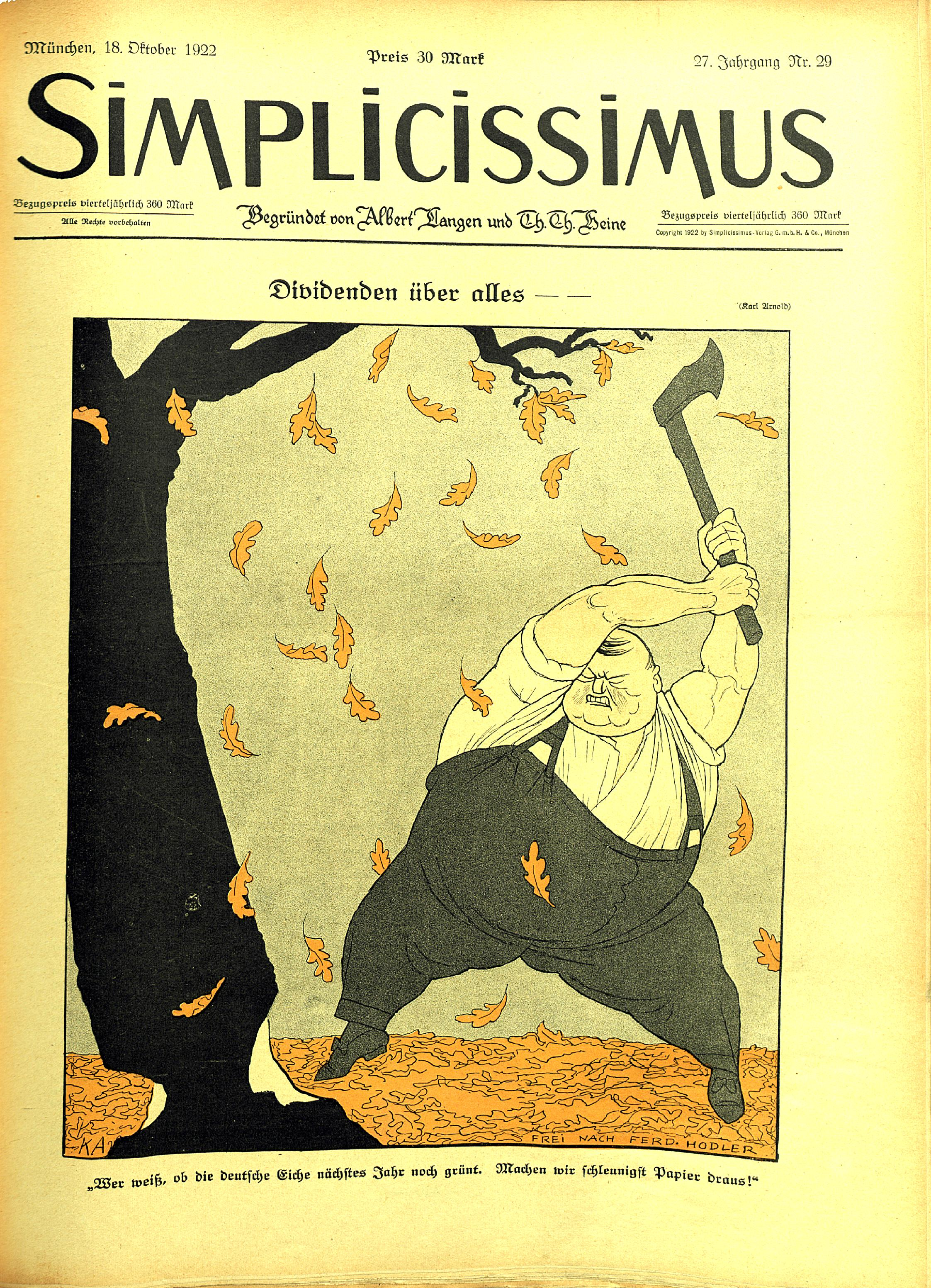
1922年の『ジンプリチシムス』表紙絵
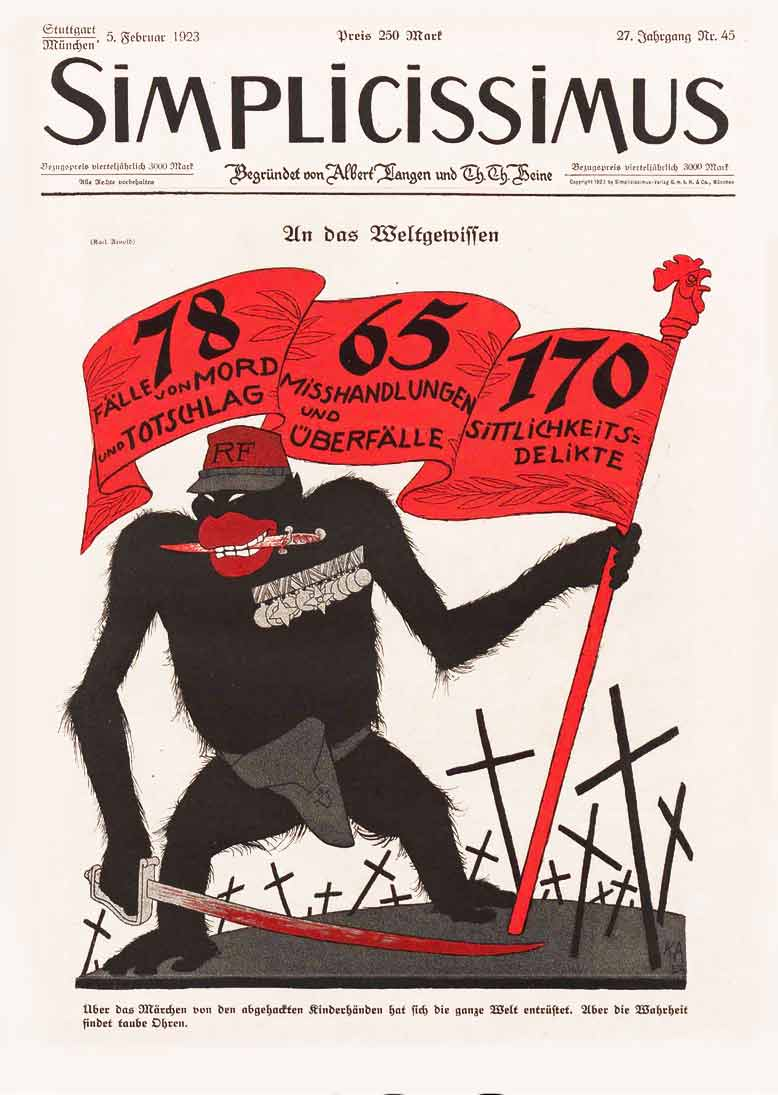
1923年の『ジンプリチシムス』表紙絵
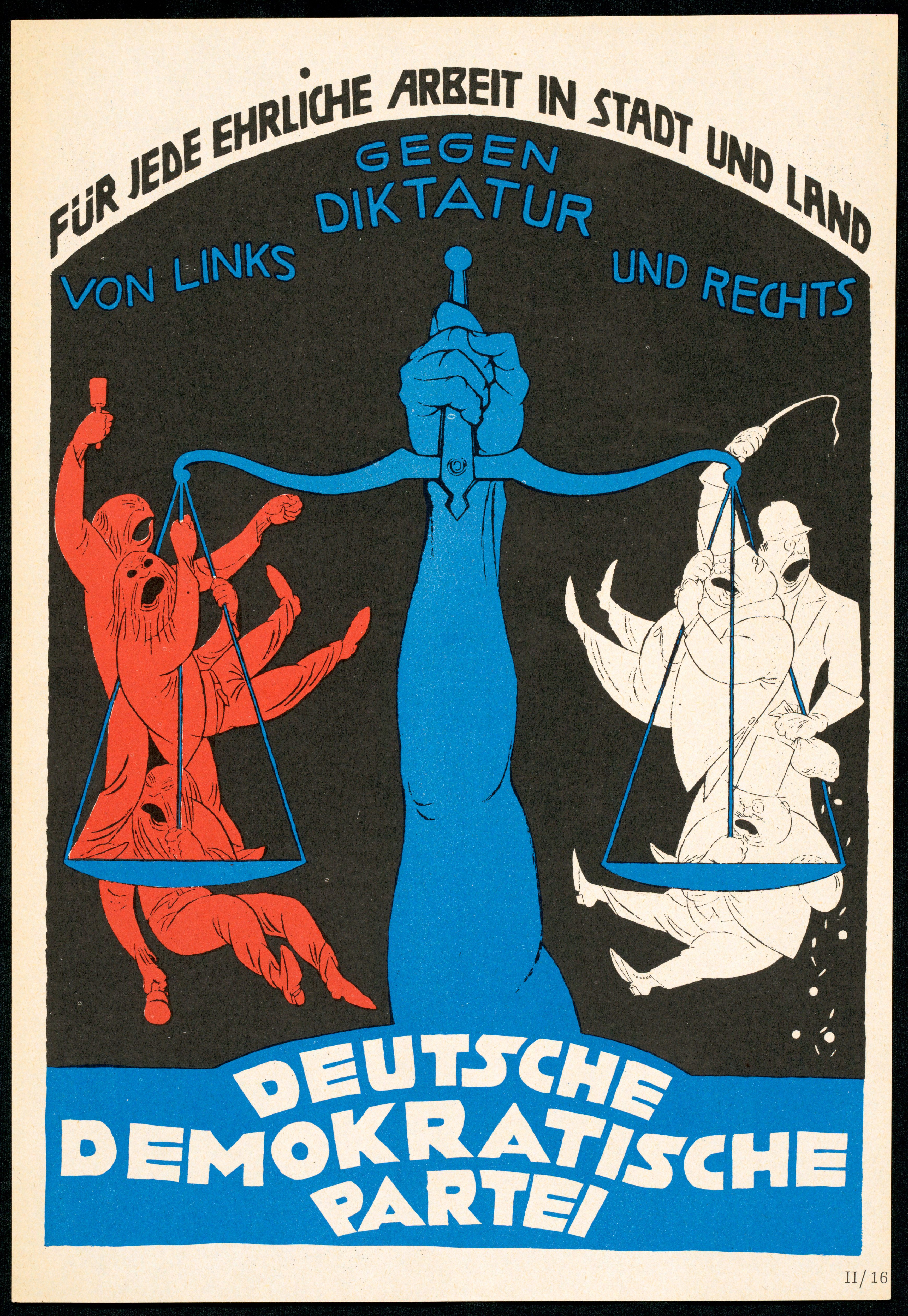
1920年のドイツ民主党のポスター
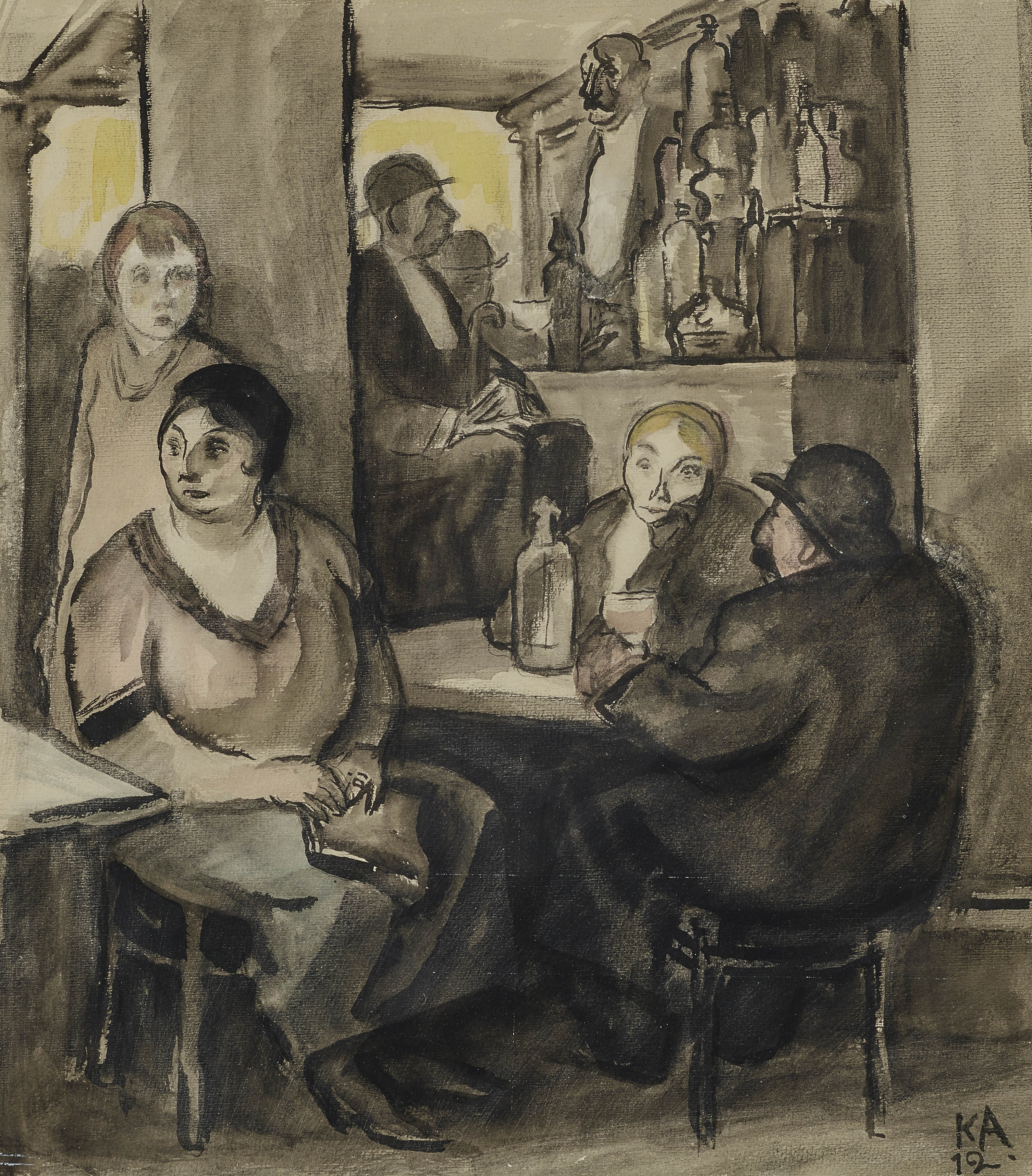
居酒屋の風景 (1912)